# 福博電気軌道
福博電気軌道株式会社（ふくはくでんききどう かぶしきがいしゃ）は、明治末期に福岡県福岡市において路面電車を運営していた事業者である。西日本鉄道（西鉄）の前身の一つ。
1909年（明治42年）に設立、翌1910年（明治43年）に最初の路線を開通させた。会社が存在した期間は短く、1911年（明治44年）には同じ福岡市内にて電気事業を営む博多電灯と合併、博多電灯軌道（翌年九州電灯鉄道へ改称）となった。
路線は九州電灯鉄道とその後身の東邦電力によって運営された後、1934年（昭和9年）に福博電車株式会社へ分社化、さらに戦時統合で1942年（昭和17年）より西鉄福岡市内線の一部となった。本項ではこのうち福博電車へと分離されるまでの期間についても扱う。

## 沿革

### 福博電気軌道設立

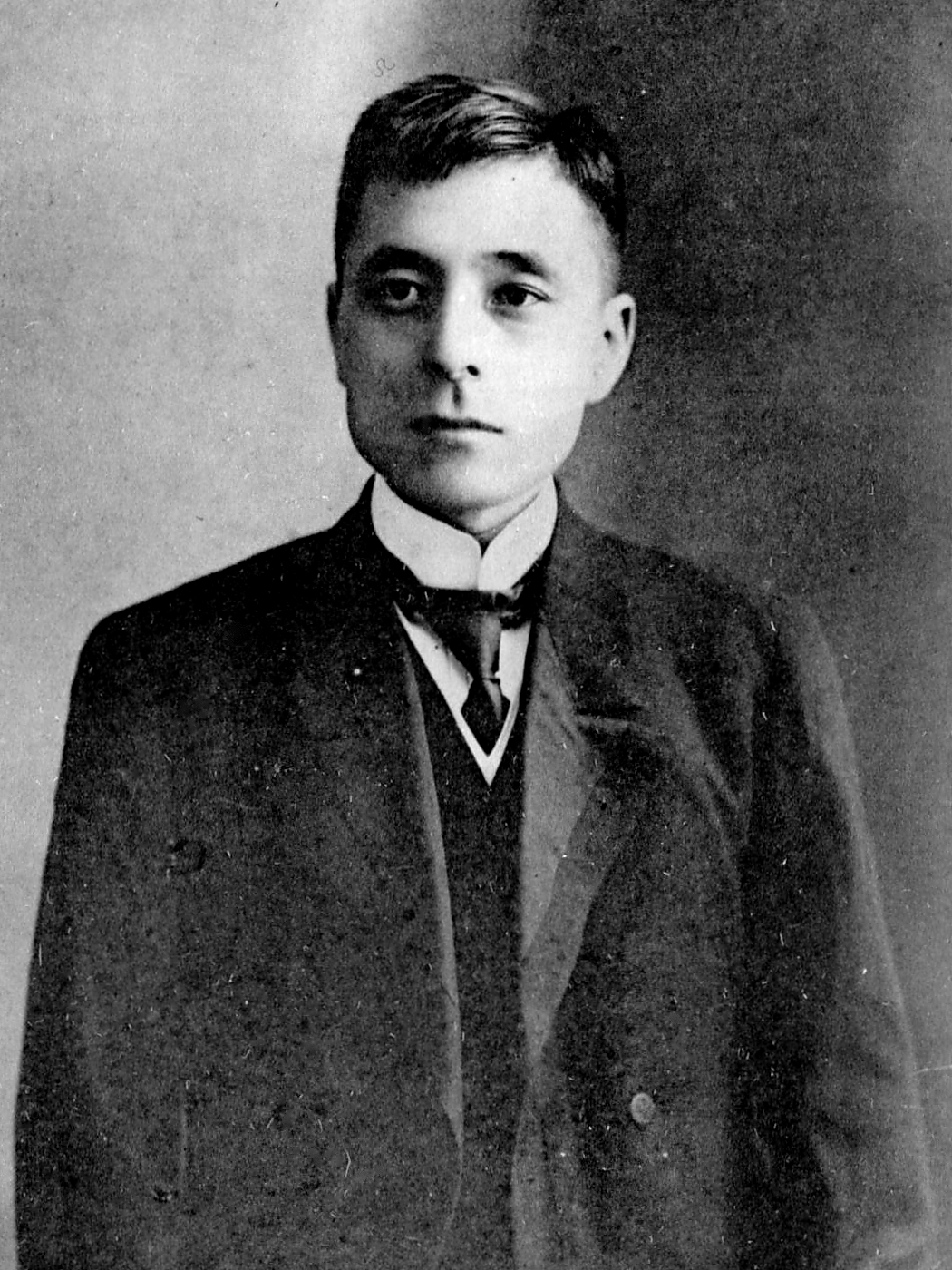
福博電気軌道社長福澤桃介

1897年（明治30年）、福岡市では九州3番目の電気供給事業者として博多電灯という電灯会社が開業し、電気の利用が始まった。また1900年（明治33年）には大分県にて九州初の電気鉄道事業者である豊州電気鉄道が開業した。
こうした中、1900年代になると福岡市でも電気鉄道（路面電車）事業起業への動きが始まった。計画の中心となったのは当時博多電灯取締役であった太田清蔵らで、彼らは1902年（明治35年）1月に会社設立願いを提出した。当初は電動力によらない馬車鉄道の予定であったが、後に電気鉄道へと変更されている。間もなく会社設立認可があったものの、資金に乏しく事業の経験もないことから会社設立に至らず、計画は立ち消えとなった。その後1906年（明治39年）になり、今度は福岡市会にて市営電車事業の構想が浮上し、12月に市営電車事業の出願が決議された。だが当時の福岡市は歳入に不安があり、なおかつ複数の新事業計画を抱えていたため資金不足であった。その一方で日露戦争後の起業ブームを背景に、市内に馬車鉄道や電気鉄道を敷設する民間の計画が相次いで出願されていたことから、電車事業の実現のため市会側では適当な条件の下に民間側へ譲歩し、諸計画を合同させて新会社と協定する方針を採った。
民間会社設立の発起人総代には市側の要請で福澤桃介と松永安左エ門が就任した。福澤は東京の実業家で、日露戦争前後の株式市場で財を成し、当時は広滝水力電気（佐賀県）をはじめ電気事業への投資を広げつつあった。松永は福澤の慶應義塾時代の後輩で、この時期には関西にて北海道や九州の石炭を扱う石炭商「福松商会」を開いていた。福澤・松永は交詢社の関係者らを集め会社設立願いを当局に提出し、さらに市との間に報償契約を結んで市の出願を取り下げさせた。日露戦争後の不況の影響で会社設立準備は一時遅滞したが、1908年（明治41年）12月に発起人22名に対して軌道敷設の特許が下り、翌1909年（明治42年）になって準備が整うに至る。そして同年8月31日、「福博電気軌道株式会社」の創立総会が開かれ会社が成立した。
設立をみた福博電気軌道の資本金は60万円。社長には福澤桃介、専務取締役には松永安左エ門がそれぞれ就任し、その他の役員には太田清蔵や博多電灯社長山口恒太郎ら福岡の人物と、愛知県・大阪府の人物が名を列ねた。このうち会社を主導するのは松永で、以後1920年代に入るまで福岡を拠点とすることとなった。

### 開業
会社設立直前の1909年8月12日、発起人と福岡市の間で以下の内容の報償契約が締結されていた。
- 会社を1909年8月末までに設立し、1910年3月末までに開業する。
- 上記が不履行の場合は供託金2万円と軌道敷設特許を市が没収する。
- 開業25年後以降、市の希望する場合に会社は事業の買収に応ずる。
- 市道使用の報償として12万5600円を14年間の年賦で市に納付する。
- 料金の設定・変更については市の了解を得る。

市としては1910年3月に市内で開催予定の「第13回九州沖縄八県連合共進会」にあわせて交通機関を整備するという目論みがあり、3月までの期限設定となった。期限に間に合わせるため市は会社に対して様々な便宜を図り、特に線路を敷く道路・橋梁の改良費用約55万円の大部分を負担することで会社側の初期投資を大幅に圧縮した。また1910年2月には、計画線に重複して北筑軌道が先に取得していた軌道敷設特許を、市が斡旋して福博電気軌道へ譲渡させている。
こうした市の支援の下、福博電気軌道は会社設立から半年後の1910年（明治43年）3月9日、最初の路線である大学前  - 黒門前間および支線の呉服町 - 博多停車場前間（計6.4キロメートル）の営業を開始した。開業は共進会開幕（11日）の2日前のことである。開業当時の運賃制度は、全線を14区に分割して1区につき1銭を徴収する区間制を採り、ほかにも学生・労働者向けの割引や定期乗車券・回数乗車券を発行し集客に努めた。共進会会期中の2か月間は新奇に思われたことと利便性が周知されたために電車は常に満員で、1日平均で730円余りの収入があったという。
開業時、途中の県庁前 - 赤坂門間は単線であったが、県道改修を待って1910年3月28日より複線化された。続いて路線は東へと延長され、4月17日に大学前から箱崎口まで、8月12日に箱崎までそれぞれ開業した。一方黒門橋から西側は樋井川を渡る今川橋までの延伸が計画されていたが、道路改修を自社で行うこととなったため開業が遅れ、ひとまず12月18日に地行まで延伸した。地行から今川橋までは用地未買収の区間を暫定的に単線とし、翌1911年（明治44年）3月11日に開業。その後同年12月になって単線区間の複線化が完了し、これをもって当初計画の箱崎 - 今川橋間および呉服町 - 博多停車場前間計8.2キロメートルの工事が完了した。なお路線延長に向けた資金調達のため1910年7月に倍額増資を決定して資本金を120万円としていた。
路線の延伸に伴って運賃制度は全線を16区に分割して1区につき1銭を徴収する方式となったが、区間が増え運賃授受が煩雑になったため、開業1周年を機に1911年3月9日より全線を7分割し1区につき2銭を徴収する方式とした。また開業当初は共進会閉会後の収入激減が危惧されていたが、実際には電車の利用が定着し成績は良好なままであった。
また、博多祇園山笠の舁き山と飾り山を分化させたのも路面電車の開通であった。明治に入っての文明開化の中、町に増えていく電線と高さを調整しつつ山笠が続けられてきたが、高さを変えられない路面電車の架線が張られたことで、開通年の1910年にはついに追い山を行うことができなくなり、高い山笠は「飾り山」として動かさないようになった。

### 沿線での事業
1910年2月、福博電気軌道は定款を改訂し、電車経営の附帯事業として土地・家屋の売買・賃貸や娯楽施設の経営を事業に追加した。決定後ただちに福岡市西部の地行西町（現・中央区地行）にて土地を買収、まず住宅5棟を建築して賃貸を開始した。この賃貸住宅事業は好評で、入居希望者が相次いだという。
次いで1910年7月、軌道沿線西公園近くの伊崎浦に海水浴場を開設し、西公園には舞台を設置して博多俄や活動写真の公演を行って一帯を夏季の行楽地とした。さらに温浴場や避暑用別荘1棟を新設し、沿線開発による軌道事業の成績向上を狙ったが、予期の成績を挙げるには至らなかった。

### 電力会社との合併

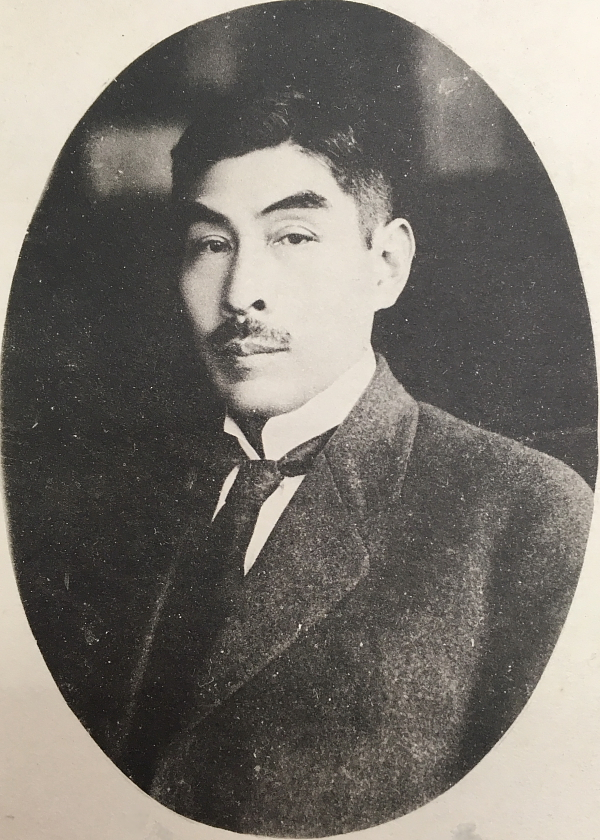
九州電灯鉄道常務松永安左エ門（後の東邦電力社長）

開業当初より福博電気軌道では筑紫郡堅粕村大字比恵（現・福岡市）に出力240キロワットの火力発電所を設置し、自家発電により電車の運転に必要な電力を得ていた。しかし事業の伸長により間もなく供給力不足となったため、1911年3月、発電所の増設を進める博多電灯との間に電力受給契約を締結した。博多電灯住吉発電所の発生電力を交流から直流に変換し電車用動力に供する変電所は、同年10月同発電所構内に完成している。
電力受給契約の締結に伴う関係の緊密化を背景に福博電気軌道と博多電灯の間には合併に向けた機運が生じ、さらに松永安左エ門の主導により松永や福澤桃介がかかわる佐賀県の電力会社九州電気（旧・広滝水力電気）も加えた3社での合併が具体化された。しかし3社合同は博多電灯・九州電気両社内での意見が一致せず、博多電灯と福博電気軌道の2社で合併することとなり、1911年6月に両社は合併契約を締結する。合併に際しての存続会社は博多電灯で、解散する福博電気軌道の株主に対してその持株1株につき博多電灯の新株1株を交付する、という合併条件であった。
合併は1911年11月2日に成立し、福博電気軌道は解散、博多電灯の社名変更により博多電灯軌道株式会社が成立した。さらに合同から取り残された九州電気も翌1912年（明治45年）になって合併に参加する運びとなり、同年6月、博多電灯軌道と九州電気の合併が成立して九州電灯鉄道株式会社が発足している。九州電灯鉄道による経営に移行した旧福博電気軌道線は「福博電車」と呼ばれた。

### 博多電気軌道との関係

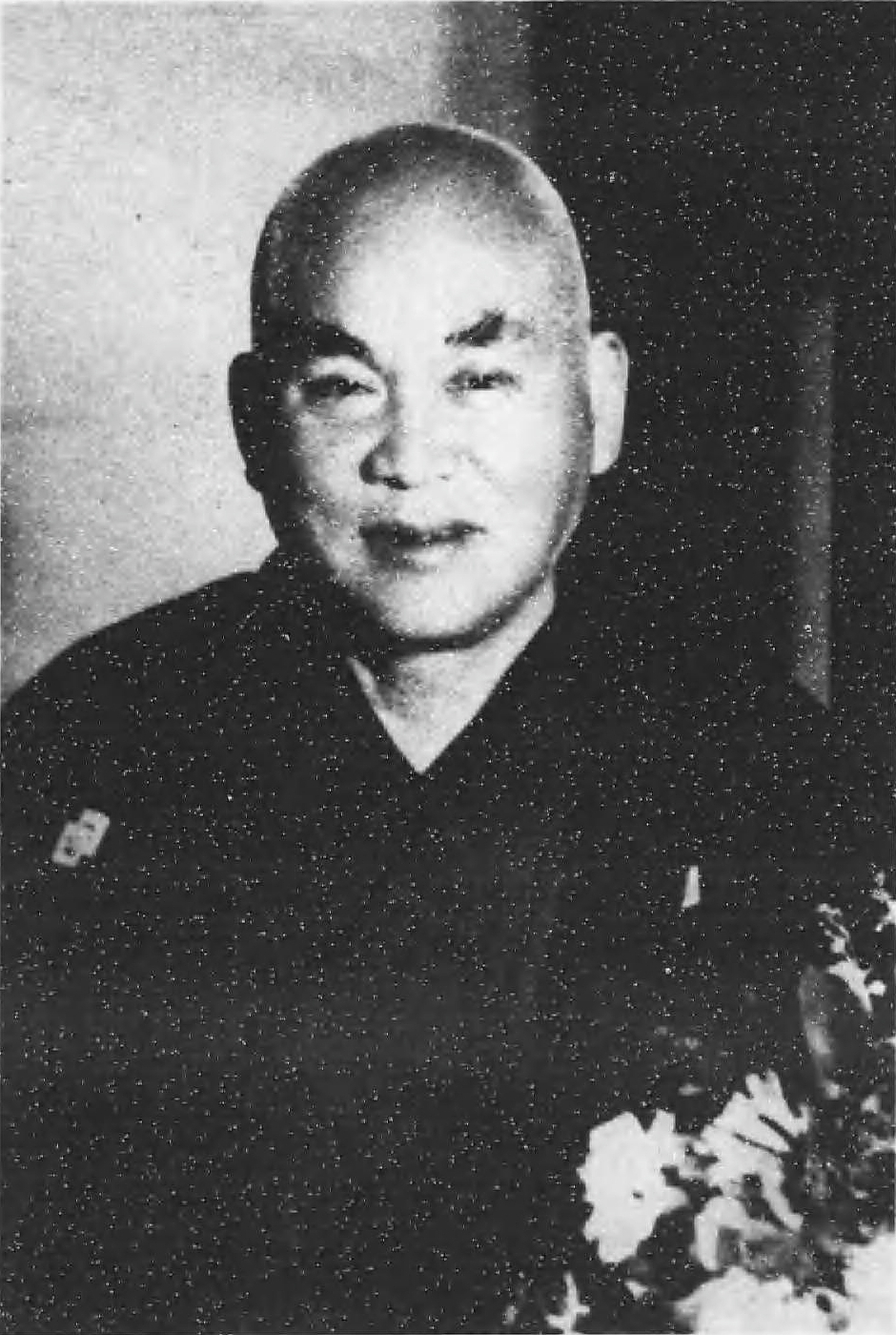
九州水力電気第5代社長麻生太吉

福博電気軌道に対する軌道敷設特許から半年経った1909年7月、嘉穂郡の坂口栄らに対して福岡市とその周辺における軌道敷設特許が下りた。翌1910年3月、太田清蔵や渡辺与八郎、麻生太吉といった有力実業家を発起人に加えて博多電気軌道（初代）が発足。同社は福岡市の市街地外縁を循環する環状線と吉塚駅への連絡線の建設を計画し、1911年10月から順次路線を建設していった。福博電車はこの博多電気軌道線と水茶屋・天神町・博多駅前の3か所にて線路が交差することとなった。
また博多電気軌道は1910年10月に北筑軌道という軌道事業者を合併し、非電化軽便軌道線を引き継いだ。北筑軌道線の起点は樋井川に架る今川橋の西側で、橋の東側を終点（今川橋停留場）とする福博電車と接続していた。このため東西2つの博多電気軌道の路線の間を福博電車が繋ぐ形となっていた。
この博多電気軌道は電気供給事業の兼営を試み、福岡市とその周辺町村に対する供給権を取得していた。このため福岡市を地盤とする博多電灯改め九州電灯鉄道では供給事業での競争を防ぐべく博多電気軌道の合併を目指すに至る。合併交渉は博多電灯軌道時代の1912年2月より始められたが、九州電灯鉄道側が途中で合併条件を引き下げた（博多電気軌道の財務状態が良好でないのを懸念していたとされる）ために交渉は難航し、7月になっても決着しなかった。こうした膠着状態を見て九州水力電気が博多電気軌道の合併に動き出す。同社は1911年4月に設立されたばかりの電力会社で、当時筑後川水系にて大規模水力発電所を建設中であった。
九州水力電気では博多電気軌道に対し、九州電灯鉄道が提示するよりも有利な条件を示して合併を勧誘。九州水力電気の提案に応じた博多電気軌道は7月17日に役員会を開き、九州水力電気への合併を決めた。19日になって麻生太吉の調停により翻意し同社は九州電灯鉄道と合併仮契約を締結するが、翌日大株主会が九州水力電気との合併を主張したためこの契約をすぐに撤回、改めて九州水力電気との合併仮契約を締結した。8月9日の株主総会で九州水力電気との合併契約は承認され、その後九州電灯鉄道による合併決議無効訴訟などの妨害があったものの、1911年11月4日に九州水力電気と博多電気軌道の合併が完了した。
その後1913年（大正2年）になって、九州電灯鉄道と九州水力電気の合併話が具体化するものの、結局条件面で折り合わず決裂、両社は福岡市場での供給をめぐって対立を続けた。従って福岡市における電車経営が一元化されることはなく、旧福博電気軌道線は九州電灯鉄道、旧博多電気軌道線は九州水力電気と分立した状態が長く続いた。

### 電力会社時代

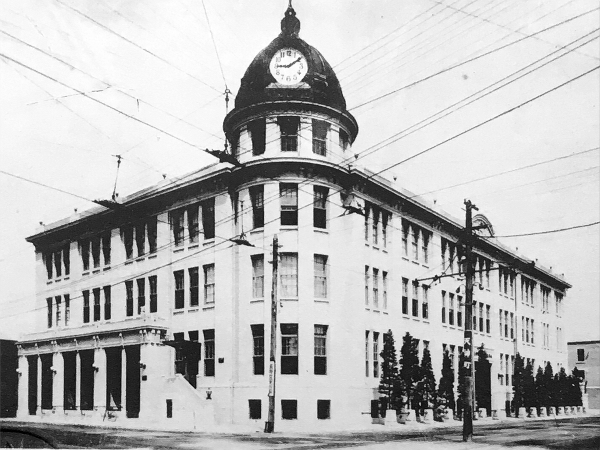
九州電灯鉄道本社ビル

上記の通り福博電気軌道の軌道事業は九州電灯鉄道へと引き継がれたが、同社の主力事業は電気供給事業であり、同事業が拡大し続けたことで総収入に占める軌道事業収入（1913年より佐賀県の唐津軌道を含む）の割合は徐々に小さくなり、1916年（大正5年）以降は1割以下となった。電力業界の再編はその後も続き、1921年（大正10年）12月に九州電灯鉄道の経営陣が愛知県の電力会社関西電気（旧・名古屋電灯）に乗り込み、翌1922年（大正11年）5月には九州電灯鉄道を関西電気に合併させた。そして同年6月関西電気が社名を変更したことで、東海地方と九州地方を供給区域とする資本金1億円超の電力会社、東邦電力株式会社が発足した。
九州電灯鉄道時代の福博電車は乗客数が著しく増加しており、年間乗客数は1915年度（大正4年度）に1千万人を突破し。その後も伸び続けて1919年度（大正8年度）には2千万人に達し、1921年度（大正10年度）には3千万人となっている。この間の1921年6月5日、箱崎から東へ工科大学前までの路線延伸区間約750メートルが営業を開始した。東邦電力時代になると乗客数の伸びは停滞し、景気の変動に連動して年間3千万人前後で推移した。
1927年（昭和2年）、九州水力電気では福岡市渡辺通一丁目から西新町に至る新線（城南線）を建設、福博電車を挟むが直接の連絡がなかった市内環状線と北筑線（1922年より一部区間で電車運転）を接続した。また1929年（昭和4年）にはこれらの3路線を分社化し博多電気軌道（2代目）へと経営を移管している。同時期、東邦電力でも福博電車線を傘下の鉄道事業者九州鉄道（現在の西鉄天神大牟田線にあたる路線を建設）へと譲渡する計画を立てたが実現していない。
1932年（昭和7年）になり、東邦電力では木造の今川橋を架け替えて橋を挟んで線路が途切れている福博電車線と北筑線を接続させる計画を実行に移し、今川橋東詰（福岡市西新町新地）から城南線との接続地点である西新町へ至る路線および軌道敷設特許を3月18日付で博多電気軌道より2万6000円にて買収。3月25日より今川橋停留場から西新町停留場に至る区間での営業を開始した。従来は全線単線であったが東邦電力により複線化され、暫定的に単線で開通した橋の部分も後に複線化されている。この路線延伸によって東邦電力福博電車線の営業キロは合計9.3キロメートルとなった。

### 福博電車株式会社への統合
博多電気軌道から東邦電力への一部路線譲渡が実行できた背景には、東邦電力と九州水力電気の間に生じていた供給事業をめぐる紛争が解決し、1920年代半ばより両社の間に協調関係が成立しつつあったという事情が存在した。両社間の関係強化の結果、長年にわたり利便性向上の妨げとなっていた電車事業分立の解消が具体化され、1934年（昭和9年）に新会社設立による電車事業一元化が決定するに至った。
こうして1934年10月26日、路面電車一元化の受け皿として福博電車株式会社が設立され、同年11月1日付で東邦電力の軌道事業と博多電気軌道の軌道事業（営業キロ17.2キロメートル）・バス事業が新会社へ移管された。新会社福博電車の資本金は330万円。新会社への移行は東邦電力と博多電気軌道の共同現物出資によるもので、出資額は東邦電力側が240万3015円、博多電気軌道側が89万1278円とされた。
その後福博電車株式会社は太平洋戦争下における福岡県内の交通統合に参加し、1942年（昭和17年）9月1日付で九州鉄道・博多湾鉄道汽船・筑前参宮鉄道とともに九州電気軌道へと合併され、西日本鉄道（西鉄）となった。以後福博電車の路線は西鉄の「福岡市内線」となったが、1979年（昭和54年）に全線廃止となり現存しない。

### 年表
- 1908年（明治41年）
  - 12月16日 : 福博電気軌道発起人に対し福岡市大名町 - 筑紫郡千代村間および福岡市呉服町 - 同市馬場新町（博多駅前）間の軌道敷設特許[10]。
- 1909年（明治42年）
  - 8月31日 : 福博電気軌道株式会社設立[10]。
- 1910年（明治43年）
  - 2月8日 : 福岡市大名町 - 同市西町間の軌道敷設特許[10]。
  - 2月10日 : 筑紫郡千代村 - 同郡堅粕村間の軌道敷設特許[10]。
  - 3月9日 : 大学前停留場 - 黒門橋停留場間・呉服町停留場 - 博多停車場前停留場間開業[10]。
  - 4月17日 : 箱崎口停留場 - 大学前停留場間延伸開業[10]。
  - 8月12日 : 箱崎停留場 - 箱崎口停留場間延伸開業[10]。
  - 12月18日 : 黒門橋停留場 - 地行停留場間延伸開業[10]。
- 1911年（明治44年）
  - 3月11日 : 地行停留場 - 今川橋停留場間延伸開業[10]。
  - 11月2日 : 博多電灯、福博電気軌道を合併し博多電灯軌道株式会社に社名変更[10]。
- 1912年（明治45年）
  - 6月29日 : 博多電灯軌道、九州電灯鉄道株式会社に社名変更[10]。
- 1912年（大正元年）
  - 11月4日 : 九州電灯鉄道、筑紫郡堅粕町 - 同郡箱崎町間の軌道敷設特許[10]。
- 1921年（大正10年）
  - 6月5日 : 工科大学前停留場 - 箱崎間停留場延伸開業[32]。
- 1922年（大正11年）
  - 5月31日 : 関西電気株式会社が九州電灯鉄道を合併[28]。
  - 6月26日 : 関西電気、東邦電力株式会社に社名変更[28]。
- 1932年（昭和7年）
  - 3月25日 : 今川橋停留場 - 西新町停留場間延伸開業[30]。
- 1934年（昭和9年）
  - 11月1日 : 福博電車株式会社（10月26日設立）、東邦電力から軌道事業、博多電気軌道から軌道・バス事業を譲り受ける[30]。
- 1942年（昭和17年）
  - 9月1日 : 九州電気軌道が福博電車ほか3社を合併し、西日本鉄道株式会社（西鉄）が成立（19日合併登記・22日商号変更登記）[31]。旧福博電車の路線は福岡市内線となる。

## 路線

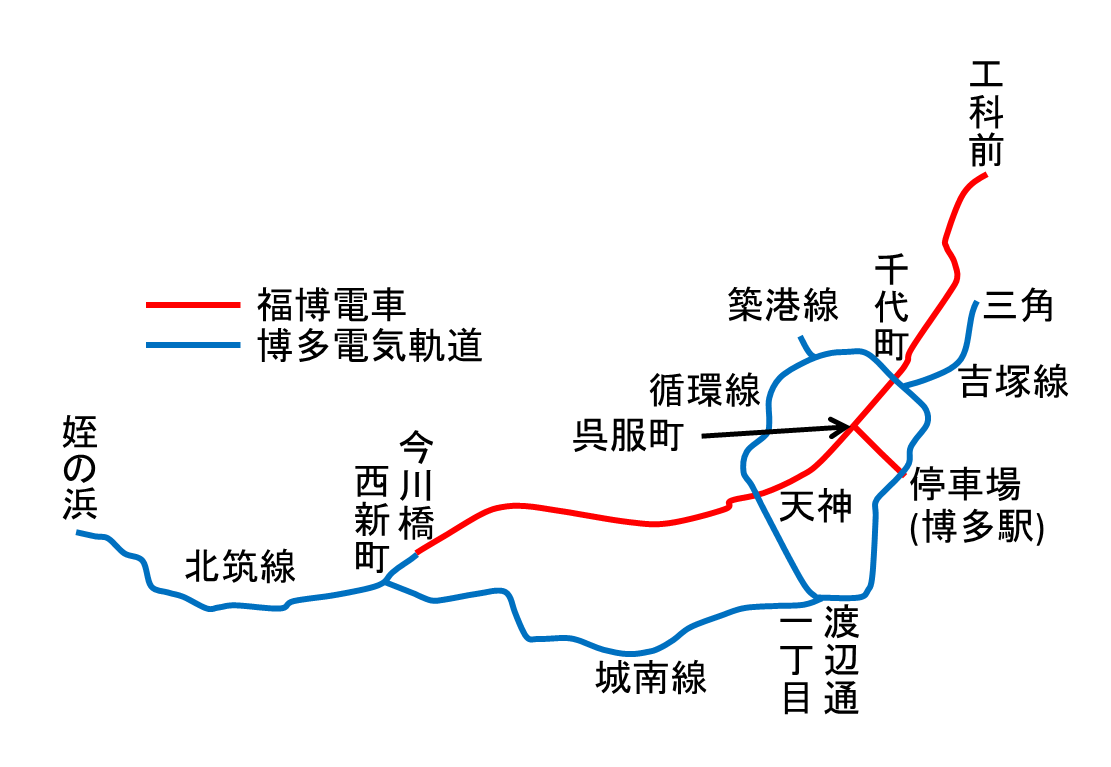
福岡市内の路面電車路線図、1930年代頃、福博電気軌道は赤線

福博電気軌道・九州電灯鉄道・東邦電力が経営した軌道路線は、大部分が福岡市内にあったが、箱崎停留場以北（1921年延伸区間）は福岡市ではなく糟屋郡箱崎町（1940年福岡市へ編入）にあった。箱崎から先は市内区間で、馬出（旧筑紫郡堅粕町）、千代町（旧筑紫郡千代町）、博多（博多部）、春吉（旧筑紫郡住吉町）、福岡城下（福岡部）といった地域を通った。1932年までの終点である今川橋停留場（福岡市西町）は旧早良郡西新町との境界線のすぐ東で、元の福岡市域の西端にあたる。

### 停留場一覧

#### 1911年
箱崎 - 今川橋間開通後、1911年10月24日付『福岡日日新聞』に掲載された広告に見える停留場は以下の通り。
箱崎 - 馬出 - 吉塚道 - 博多座前 - 大学前 - 東公園 - 水茶屋 - 蓮池町 - 呉服町 - 土居町 - 川端町 - 東中洲 - 西中洲 - 県庁前 - 高等女学校前 - 万町 - 大名町 - 赤坂門 - 上ノ橋 - 下ノ橋 - 西公園 - 黒門橋 - 唐人町 - 地行東町 - 地行西町 - 今川橋
（支線）呉服町 - 店屋町 - 奥堂町 - 馬場新町 - 停車場
停留場のうち、高等女学校前は後の天神町、地行東町は開業時の地行。停車場は「博多停車場前」とも、後の博多駅前。上記にない箱崎口停留場は廃止時期不詳で、馬出 - 吉塚道間にあった。

#### 1930年
福博電車移管前、1930年（昭和5年）発行の地図に見える停留場は以下の通り。
工科前 - 網屋町 - 箱崎 - 馬出 - 吉塚道 - 博多座前 - 大学前 - 東公園 - 千代町 - 水茶屋 - 蓮池 - 東町 - 呉服町 - 西町 - 土居町 - 川端町 - 東中洲 - 西中洲 - 県庁前 - 天神町 - 万町 - 大名町 - 赤坂門 - 上ノ橋 - 下ノ橋 - 大濠 - 西公園 - 黒門 - 唐人町 - 地行東町 - 地行西町 - 地行浜 - 今川橋
（支線）呉服町 - 店屋町 - 奥堂町 - 祇園町 - 停車場前
沿線施設としては九州帝国大学工学部・法文学部・農学部（現・九州大学箱崎地区、工科前停留場）、同医学部（現・九州大学馬出地区、大学前停留場）、東公園（東公園停留場）、福岡県庁舎・福岡市役所（県庁前停留場）、大濠公園・西公園（西公園停留場）が挙げられる。

### 工法の特徴
軌間は1,435ミリメートル（標準軌）で開業した。1908年10月の軌道敷設特許申請段階では762ミリメートル軌間で計画し、同年12月には1,067ミリメートル軌間で特許を取得しているが、開業までに再度変更されていた。
集電方式は架空電車線方式の中でも現代の電気鉄道と同様の単線架空式を採用した。当時の路面電車では、地中の鉄管や周辺の電気機器への影響を考慮して帰電をレールではなくもう1本の架線に流す複線架空式（車両にはトロリーポールを1本ではなく2本取り付ける）が主流であったが、福博電気軌道には工費の安い単線架空式が認められた。沿線にある九州帝国大学医学部（当時は京都帝国大学福岡医科大学）が単線架空式採用に反対し、支持する福岡県と対立して一時内務省や文部省を巻き込む騒動となったが、最終的には大学付近のみ複線架空式とするという条件で決着した。その後大学との交渉がまとまり、九州電灯鉄道時代の1912年10月より全線が単線架空式となっている。
またレール敷設時の工法簡略化も認められた。路面電車ではレールに溝型レールを使用しその周囲に敷石を置くのが一般的であるが、福博電気軌道では通常の鉄道と同じ「工」字型レールを使用したのである。ただし開業時の暫定措置であり、九州電灯鉄道時代の1914年11月から1915年（大正4年）5月にかけて軌道条例規定の溝型レールへと交換された。

## 車両
1910年3月の開業時に用意された電車は客車60両（定員40人）で、うち45両（車両番号 16 - 60）は日本車輌製造製の新造車、残り15両（車両番号 1 - 15）は東京鉄道（都電の前身）から譲り受けた中古車であった。中古車15両のうち2両は後に廃車され、別の5両がさらに愛媛県の松山電気軌道へと渡っている。
1920年（大正9年）、枝光鉄工所製の新造車10両（定員40人、車両番号 61 - 70）を導入。1929年（昭和4年）には大阪市電からの中古車10両（定員42人、車両番号 71 - 80）を追加し、1933年（昭和8年）には九州鉄道から三井線用の車両2両（定員40人、車両番号81・82）も購入した。結果、東邦電力から福博電車株式会社へ引き継がれた客車は計75両であった。また他に散水車2両も継承されている。
客車はいずれも木造の単車で、九州水力電気が採用したような鋼製車は1両もなく、より大型のボギー車も在籍していない。
これらの車両は西鉄となった後、ボギー車への置き換えに伴い博多電気軌道引継ぎの単車とあわせて1954年（昭和29年）までにすべて廃車となっている。